# Пролетерска револуција
Пролетерска револуција или револуција пролетаријата је друштвена револуција у којој радничка класа покушава да свргне буржоазију и промени претходни политички систем. Пролетерске револуције углавном заговарају социјалисти, комунисти и анархисти.

## Интерпретације
Концепт револуционарног пролетаријата први је изнео француски револуционарни социјалиста и радикал Луј Август Бланки. Париска комуна, која се дешавала када су живели Бланки и Карл Маркс, виђена је од стране неких као први покушај пролетерске револуције.
Маркс је писао о класно освешћеном пролетаријату као активном агенту револуције, што га је разликовало од Бланкија који је сматрао да је покретачка снага пролетерске револуције пробрана револуционарна завера међу свим нижим класама.  Ово је такође било у супротности са ставовима комунисте Вилхелма Вајтлинга и анархисте Михаила Бакуњина који су лумпенпролетаријат сматрали покретачком снагом пролетерске револуције. У радовима Карла Маркса и Фридриха Енгелса они пишу да, ако пролетаријат не чини већину, мора бар заузети важну позицију међу народном масом да би се постигла пролетерска револуција. Неки каснији марксисти, попут Георгија Плеханова, су наглашавали потребу да већина становништва буде пролетаризована како би дошло до пролетерске револуције.
Марксисти верују да се пролетерске револуције могу и да ће се вероватно десити у свим капиталистичким земљама,  повезано са концептом светске револуције. Циљ пролетерске револуције, према марксистима, јесте трансформација буржоаске државе у радничку државу. Традиционално марксистичко уверење је било да пролетерска револуција може да се догоди само у државама где је капитализам потпуно развијен , иако се то виђење променило са Руском револуцијом.
Лењинистички огранак марксизма тврди да пролетерску револуцију мора водити авангарда „професионалних револуционара“, мушкараца и жена који су потпуно посвећени комунистичкој ствари и који чине језгро комунистичког револуционарног покрета. Ова авангарда би била намењена пружању вођства и организације радничкој класи пре и током револуције, што има за циљ спречавање владе да је успешно оконча. Владимир Лењин је веровао да је неопходно наоружати радничку класу како би се осигурала њихова предност над буржоазијом. Лењинове речи су изашле у чланку на немачком језику о природи пацифизма и гласиле су: „У сваком класном друштву, било да се заснива на ропству, кметству, или, као тренутно, на најамном раду, угњетавачка класа је увек наоружана.“ Под таквим условима се догодила прва успешна пролетерска револуција — Руска револуција.
Други марксисти, попут луксембургиста и левичарских комуниста, не слажу се са лењинистичком идејом авангарде и инсистирају да цела радничка класа, или бар велики део ње, мора бити дубоко укључена и подједнако посвећена социјалистичкој или комунистичкој ствари како би пролетерска револуција била успешна. У ту сврху, они теже изградњи масовних покрета радничке класе са врло великим чланством. Ситуационисти сматрају да, поред стандардног пролетаријата као покретачке снаге револуције, и друге угњетаване класе такође делују као покретачи.
На крају, постоје социјалистички анархисти и слободарски социјалисти. Њихово гледиште је да револуција мора бити друштвена револуција одоздо, која настоји да трансформише све аспекте друштва и појединце који чине друштво (погледајте Астуријску револуцију и Револуционарну Каталонију). Анархистичко гледиште такође сматра да пролетерска револуција мора укинути све аспекте државе, и да „радничка држава“ не треба бити формирана. Александар Беркман је рекао: „Постоје револуције и револуције. Неке револуције мењају само облик власти, замењујући стари скуп владара новим. То су политичке револуције и као такве често наилазе на мало отпора. Али револуција која има за циљ да укине цео систем најамног ропства мора такође укинути моћ једне класе да угњетава другу. То јест, то више није пука промена владара, владе, није политичка револуција, већ она која настоји да промени целокупни карактер друштва. То би била друштвена револуција.“

### Цитирани радови
- Blackburn, Robin (May—June 1976). „Marxism: Theory of Proletarian Revolution”. New Left Review. I (97). Проверите вредност парамет(а)ра за датум: |date= (помоћ)
- Dunayevskaya, Raya (5. 6. 2017). „Lenin on Self-determination of Nations and on Organization After His Philosophic Notebooks”.  Ур.: Gogol, Eugene; Dmitryev, Franklin. Russia: From Proletarian Revolution to State-Capitalist Counter-Revolution. Brill. стр. 125—141. ISBN 978-90-04-34761-8. doi:10.1163/9789004347618_005. Приступљено 21. 4. 2022.
- Eagles, Julian (2017). „Marxism, Anarchism and the Situationists’ Theory of Revolution”. Critical Sociology. SAGE Publications. 43 (1): 13—36. doi:10.1177/0896920514547826.
- Filho, Almir Cezar (5. 4. 2007). „Moreno e os 80 anos do debate sobre a Revolução Permanente” [Moreno and the 80 years of the debate on the Permanent Revolution] (на језику: португалски). Архивирано из оригинала 16. 12. 2007. г. Приступљено 20. 1. 2011.
- Guérin, Daniel (1981). Anarchism and Marxism.
- Lane, David (22. 4. 2020). „Revisiting Lenin's theory of socialist revolution on the 150th anniversary of his birth”. European Politics and Policy. London School of Economics. Архивирано из оригинала 16. 07. 2024. г. Приступљено 18. 07. 2024.
- Ree, Erik van (2013). „Georgii Plekhanov and the Communist Manifesto: The Proletarian Revolution Revisited”. Revolutionary Russia. 26 (1): 32—51. doi:10.1080/09546545.2013.787807.